# Deutsche Olympiaqualifikation 1956/Sommerspiele/Boxen
Dieser Artikel beschreibt die Ergebnisse der Ausscheidungswettkämpfe im Boxen zur Bildung der gesamtdeutschen Mannschaft bei den Olympischen Sommerspielen 1956 in Melbourne.
Die Ausscheidung im Boxen fand vom 13. bis zum 15. September in Berlin statt. Austragungsstätten waren der Sportpalast (SP) (Halbfinalkämpfe), die Werner-Seelenbinder-Halle (WSH) (Halbfinal- und Finalkämpfe) und die Freilichtbühne Rehberge (FR) (Finalkämpfe). 
Die Sportler, welche die Sektion Boxen der DDR darin vertraten, wurden von einer Trainerkommission ausgewählt. Vom westdeutschen DABV traten jeweils die beiden Ersten der Meisterschaften an. In den Halbfinalkämpfen trafen jeweils die Spitzenleute des einen auf den B-Kader des anderen Verbandes. Die Finalkämpfe fanden am 15. September ab 17.30 Uhr in Rehberge und ab 20.30 Uhr in der Seelenbinder-Halle statt.
Wegen einer Handverletzung des im Halbfinale siegreichen Edgar Basel wurde sein Finalkampf im Fliegengewicht gegen den gleichfalls westdeutschen Manfred Homberg am 19. Oktober im Münchner Kronebau nachgeholt. Die Leistungen der Gewinner im Weltergewicht, Erich Posorski, und im Schwergewicht, Horst Witterstein, wurden für nicht ausreichend erachtet, um die weite Reise nach Melbourne mit antreten zu dürfen. Der Sieger im Halbschwergewicht, Ulli Nitzschke, trat in Melbourne im Schwergewicht an.

## Ergebnisse

### Fliegengewicht
| Ort und Datum    | Gewinner                             | Verlierer                            | Ausgang   |
| ---------------- | ------------------------------------ | ------------------------------------ | --------- |
| Halbfinale       |                                      |                                      |           |
| SP, 13.9.        | Manfred Homberg (Boxring Düsseldorf) | Harry Schwer (SC Empor Rostock)      | Punktsieg |
| WSH, 14.9.       | Edgar Basel (SV Waldhof Mannheim)    | Kurt Milleck (ZSK Vorwärts Berlin)   | Punktsieg |
| Finale           |                                      |                                      |           |
| Kronebau, 19.10. | Edgar Basel (SV Waldhof Mannheim)    | Manfred Homberg (Boxring Düsseldorf) | Punktsieg |

### Bantamgewicht
| Ort und Datum | Gewinner                              | Verlierer                           | Ausgang        |
| ------------- | ------------------------------------- | ----------------------------------- | -------------- |
| Halbfinale    |                                       |                                     |                |
| SP, 13.9.     | Manfred Hahner (BC Heros Essen)       | Herbert Brien (ZSK Vorwärts Berlin) | Punktsieg      |
| WSH, 14.9.    | Wolfgang Behrendt (SC Einheit Berlin) | Albrecht (BC Sportmann Hamburg)     | Punktsieg      |
| Finale        |                                       |                                     |                |
| WSH, 15.9.    | Wolfgang Behrendt (SC Einheit Berlin) | Manfred Hahner (BC Heros Essen)     | K. o. 2. Runde |

### Federgewicht
| Ort und Datum | Gewinner                                  | Verlierer                           | Ausgang   |
| ------------- | ----------------------------------------- | ----------------------------------- | --------- |
| Halbfinale    |                                           |                                     |           |
| SP, 13.9.     | Bernhard Schröter (SC Wissenschaft Halle) | Wolfgang Schwarz (BC Heros Hamburg) | Punktsieg |
| WSH, 14.9.    | Heinz Schulz (ZSK Vorwärts Berlin)        | Hans-Peter Mehling (VfK Celle)      | Punktsieg |
| Finale        |                                           |                                     |           |
| FR, 15.9.     | Bernhard Schröter (SC Wissenschaft Halle) | Heinz Schulz (ZSK Vorwärts Berlin)  | Punktsieg |

### Leichtgewicht
| Ort und Datum | Gewinner                                 | Verlierer                             | Ausgang   |
| ------------- | ---------------------------------------- | ------------------------------------- | --------- |
| Halbfinale    |                                          |                                       |           |
| SP, 13.9.     | Harry Kurschat (Neuköllner Sportfreunde) | Herbert Olesch (ZSK Vorwärts Berlin)  | Abbruch   |
| WSH, 14.9.    | Horst Herper (Leverkusen)                | Wolfgang Labahn (SC Traktor Schwerin) | Punktsieg |
| Finale        |                                          |                                       |           |
| WSH, 15.9.    | Harry Kurschat (Neuköllner Sportfreunde) | Horst Herper (Leverkusen)             | Punktsieg |

### Halbweltergewicht
| Ort und Datum | Gewinner                           | Verlierer                          | Ausgang   |
| ------------- | ---------------------------------- | ---------------------------------- | --------- |
| Halbfinale    |                                    |                                    |           |
| SP, 13.9.     | Konrad Gutschmidt (SC Stahl Riesa) | Kurt Rogosch (Schalke 04)          | Punktsieg |
| WSH, 14.9.    | Willi Roth (SV Waldhof Mannheim)   | Günter Gohlke (SC Stahl Riesa)     | Punktsieg |
| Finale        |                                    |                                    |           |
| FR, 15.9.     | Willi Roth (SV Waldhof Mannheim)   | Konrad Gutschmidt (SC Stahl Riesa) | Punktsieg |

### Weltergewicht
| Ort und Datum | Gewinner                                  | Verlierer                                        | Ausgang   |
| ------------- | ----------------------------------------- | ------------------------------------------------ | --------- |
| Halbfinale    |                                           |                                                  |           |
| SP, 13.9.     | Manfred Hass (SG Misburg)                 | Detlef Büchsenschuß (ZSK Vorwärts Berlin)        | Punktsieg |
| WSH, 14.9.    | Erich Posorski (SC Motor Karl-Marx-Stadt) | Karl-Heinz Johannpeter (Märkischer Boxring Hamm) | Punktsieg |
| Finale        |                                           |                                                  |           |
| WSH, 15.9.    | Erich Posorski (SC Motor Karl-Marx-Stadt) | Manfred Hass (SG Misburg)                        | Punktsieg |

### Halbmittelgewicht
| Ort und Datum | Gewinner                                 | Verlierer                           | Ausgang          |
| ------------- | ---------------------------------------- | ----------------------------------- | ---------------- |
| Halbfinale    |                                          |                                     |                  |
| SP, 13.9.     | Rolf Caroli (SC Wissenschaft Halle)      | Franz-Josef Keul (Düsseldorf)       | Abbruch 2. Runde |
| WSH, 14.9.    | Ulrich Kienast (Wittener Box-Sport 1923) | Heinz Nagel (SC Traktor Schwerin)   | Punktsieg        |
| Finale        |                                          |                                     |                  |
| FR, 15.9.     | Ulrich Kienast (Wittener Box-Sport 1923) | Rolf Caroli (SC Wissenschaft Halle) | Punktsieg        |

### Mittelgewicht
| Ort und Datum | Gewinner                                        | Verlierer                         | Ausgang   |
| ------------- | ----------------------------------------------- | --------------------------------- | --------- |
| Halbfinale    |                                                 |                                   |           |
| SP, 13.9.     | Rolf Peters (Dortmund)                          | Manfred Lüdemann (Lok Pankow)     | Punktsieg |
| WSH, 14.9.    | Dieter Wemhöner (Berliner Tennis-Club Borussia) | Paul Nickel (SC Traktor Schwerin) | Punktsieg |
| Finale        |                                                 |                                   |           |
| WSH, 15.9.    | Dieter Wemhöner (Berliner Tennis-Club Borussia) | Peters (Dortmund)                 | Punktsieg |

### Halbschwergewicht
| Ort und Datum | Gewinner                               | Verlierer                            | Ausgang          |
| ------------- | -------------------------------------- | ------------------------------------ | ---------------- |
| Halbfinale    |                                        |                                      |                  |
| SP, 13.9.     | Ulli Nitzschke (SC Wissenschaft Halle) | Georg Krenz (BC Karnap)              | Punktsieg        |
| WSH, 14.9.    | Hans Robak (ZSK Vorwärts Berlin)       | Emil Willer (SV Bayer 04 Leverkusen) | Aufgabe          |
| Finale        |                                        |                                      |                  |
| FR, 15.9.     | Ulli Nitzschke (SC Wissenschaft Halle) | Hans Robak (ZSK Vorwärts Berlin)     | Aufgabe 1. Runde |

### Schwergewicht
| Ort und Datum | Gewinner                       | Verlierer                          | Ausgang   |
| ------------- | ------------------------------ | ---------------------------------- | --------- |
| Halbfinale    |                                |                                    |           |
| SP, 13.9.     | Ulrich Ritter (Mannheim)       | Dieter Krüger (SC Rotation Berlin) | Punktsieg |
| WSH, 14.9.    | Horst Witterstein (TV Kempten) | Heinz Pingel (SC Einheit Berlin)   | Punktsieg |
| Finale        |                                |                                    |           |
| WSH, 15.9.    | Horst Witterstein (TV Kempten) | Ulrich Ritter (Mannheim)           | Punktsieg |

## Quelle
- Ausgaben des Neuen Deutschlands vom 14. und 15. Juli 1960
- Ausgabe der Berliner Zeitung vom 17. Juli 1960